# Idiops melloleitaoi
Idiops melloleitaoi là một loài nhện trong họ Idiopidae.
Loài này thuộc chi Idiops. Idiops melloleitaoi được Lodovico di Caporiacco miêu tả năm 1949.